# August Vivijs
August 'Staf' Vivijs (Tisselt, 10 oktober 1922 – Veurne, 29 april 2007) was een Belgische verzetsstrijder.
Tijdens de Tweede Wereldoorlog was Vivijs in augustus 1940 een van de oprichters van de verzetsbeweging De zwarte hand. Hij maakte onder andere "zwarte lijsten" met namen van collaborateurs die hij begroef om ze na de oorlog te kunnen opgraven.
In de nasleep van de ontsnapping van Louis Houthooft begin oktober 1941 arresteerden de Duitsers 23 inwoners uit de streek van Tisselt, waaronder de bijna volledige verzetsgroep De zwarte hand. Uiteindelijk vonden de Duitsers in de kerk van Tisselt de ledenlijst van de verzetsbeweging. Vivijs werd aangehouden op 27 oktober 1941 en opgesloten in het Fort van Breendonk. hij werd vervolgens gedeporteerd naar het concentratiekamp Mauthausen waar hij op 5 mei 1945 werd bevrijd. Op 21 mei 1945 werd hij gerepatrieerd.